# Suri jagek
Il suri jagek (lett. "osservazione del sole") è una tradizione del popolo kalash che consiste nell'osservazione dei corpi celesti basandosi sulla topografia locale. Questa pratica ha garantito una struttura temporale nella gestione di svariati eventi, come rituali, feste religiose e pratiche del mondo agricolo. Inoltre mostra il legame tra il popolo Kalash con l'ambiente circostante, nonché la relazione con specifici eventi avvenuti in determinati luoghi.
Nel 2018 il suri jagek è stato inserito nella lista del patrimonio culturale immateriale che necessita di urgente tutela dell'UNESCO. Si tratta della prima iscrizione a tale lista di un bene immateriale del Pakistan non condiviso con altri paesi.

## Descrizione
Il suri jagek ha contribuito a sviluppare il tradizionale calendario lunisolare dei kalash, basato sull'economia di sussistenza (transumanza, allevamento e agricoltura) alternata a feste, sagre e rituali importanti. Si tratta di un sistema di conoscenza diacronico che lega l'osservazione empirica degli eventi alla posizione del sole. I segnali visivi rilevati nelle valli aiutano i kalash a contrassegnare i punti nei quali il sole sorge e tramonta.
Il calendario solare inizia e si conclude con i due solstizi d'inverno e d'estate. In questo periodo vengono contrassegnati dai 12 ai 20 segni sulla montagna a seconda del punto di osservazione. Ad esempio, se il sole sorge in un punto noto come Satratadau e viene osservato sul monte Goremon sito nella valle Bumburet, significa che nevicherà per 7 giorni e 7 notti, poiché in passato si è verificato tale evento proprio al determinarsi delle suddette condizioni. Gran parte di questi segni ha un significato etimologico al quale è legata una leggenda popolare. Ogni villaggio importante ha il proprio osservatorio (suri jakaekin) a cui è legato un contrassegno particolare.
Non c'è consenso tra la comunità kalash riguardo all'esistenza di un presunto 13º mese chiamato Shaya Mastruk. L'espressione significa letteralmente "mese cieco" e alcuni kalash ritengono sia dovuto al fatto che il periodo in cui esso decorre (tra gennaio e febbraio) sia il più buio dell'anno. Altri kalash invece ritengono che l'aggettivo "cieco" si riferisca al fatto che in quel periodo dell'anno la gente tende a essere più trasgressiva (questo fenomeno è chiamato Pragata).
Il suri jagek è stato praticato anche dalle donne, le quali studiavano le ombre usando delle colonne. Le donne kalash hanno contribuito alla diffusione del folclore e delle canzoni legate a questa tradizione.